# 규르메드 남걀
규르메드 남걀(Gyurmed Namgyal, 1707년 ~ 1733년)은 시킴 왕국의 제4대 군주(재위: 1717년 ~ 1733년)이다. 차크도르 남걀의 아들이자 푼초그 남걀 2세의 아버지이다.
| 전임 차크도르 남걀 | 제4대 시킴 왕국의 군주 1717년 ~ 1733년 | 후임 푼초그 남걀 2세 |